# 617

## Hlavy států
- Papež – Deusdedit (615–618)
- Byzantská říše – Herakleios (610–641)
- Franská říše – Chlothar II. (584–629)
- Anglie
  - Wessex – Cynegils (611–643)
  - Essex – Sexred (616–617) + Saeward (616–617) » Sigeberht I. Malý (617–653)
- Bulharsko – Urgan (610/617–630)
- Perská říše – Husrav II. (590, 591–628)